# Genderongelijkheid in de Nederlandse politiek
Genderongelijkheid in de Nederlandse politiek is het verschijnsel dat in Nederland meer mannen dan vrouwen actief zijn in politieke organisaties en minder vrouwen dan mannen van professie politicus zijn. In de verschillende politieke gremia binnen de Nederlandse politiek zijn zowel historisch als in de eenentwintigste eeuw meer mannen dan vrouwen actief. Hoewel de gegevens laten zien dat de genderongelijkheid sinds de invoering van het vrouwenkiesrecht en vooral na de tweede feministische golf afneemt, is het verschil nog steeds significant.
Het World Economic Forum brengt voor de politieke macht drie aspecten in kaart: het aantal parlementariërs, het aantal ministers en het aantal jaren dat het land een vrouwelijke premier heeft gehad, de afgelopen 50 jaar. Op de eerste twee aspecten scoorde Nederland in 2017 hoger dan het gemiddelde.
Onderzoek heeft uitgewezen dat er in Nederland een aantal doorbraken is geweest in de deelname van vrouwen aan het bestuur. Nederland zit in de Europese topgroep voor wat betreft het aantal parlementariërs en bewindslieden (ministers en staatssecretarissen) dat vrouw is. De onderzoekers zagen echter ook een daling in het aantal vrouwen dat hoge politieke posities bereikt.

## Belang van gendergelijkheid in de politiek
Gendergelijkheid binnen de politiek is in Nederland sinds eind twintigste eeuw een onderwerp van maatschappelijke discussie. Vele organisaties hebben meningen geuit over het belang van gendergelijkheid in de politiek. Argumenten vóór gendergelijkheid hebben doorgaans betrekking op de wenselijkheid van representatieve samenstelling van politieke organen in het algemeen (dus breder dan alleen deelname van een representatief aantal vrouwen), of op de noodzaak voor vrouwen om machtsposities te veroveren om zo beter de belangen van vrouwen te kunnen behartigen. Daarbij komen onder andere de volgende argumenten aan de orde:
- Het is belangrijk dat de samenstelling van overheidsinstellingen de samenleving weerspiegelt.[4]
- Uit diverse onderzoeken is gebleken dat organisaties in het algemeen beter functioneren met een gevarieerde samenstelling. Dit geldt zowel voor de inhoud van de besluiten als voor de procedures en de vorm. Als meer vrouwen actief betrokken zijn, zal de politieke besluitvorming ten goede veranderen[5][6]
- Vrouwen en mannen moeten gelijke invloed kunnen uitoefenen op de politieke besluitvorming.[5]
- Politieke deelname van vrouwen verhoogt de kans dat vrouwenthema's op de politieke agenda komen.[7]
- Meer politieke macht betekent een grotere invloed op het beleid.[7] Vrouwen hebben dus politieke macht nodig om de eigen belangen te behartigen.[5]

Als argumenten tegen het streven naar gendergelijkheid in de politiek worden de volgende argumenten aangegeven:
- Vrouwen zelf geven aan dat ze het lastig vinden werk in de politiek te combineren met ander werk en hun gezin.[6]
- Streven naar een evenwichtige verdeling tussen mannen en vrouwen is secundair; primair is het vinden van de beste mensen.[8]
- Vrouwen hebben een andere roeping dan zitting nemen in politieke organen. Dat geldt voor zowel vertegenwoordigende als bestuurlijke organen. Deze visie leeft onder andere in orthodox-protestante kringen. De man is in deze visie het hoofd van de vrouw, op basis van Gods woord.[9]

## Oorzaken van genderongelijkheid in de politiek
Historisch gezien was de patriarchale opbouw van de Nederlandse samenleving bepalend voor de minimale vertegenwoordiging van vrouwen in de politiek, ook al werd al in 1995 gesteld dat er voldoende gekwalificeerde vrouwen beschikbaar waren (met uitzondering van vrouwen uit minderheidsgroeperingen). Leiderschap werd intuïtief geassocieerd met mannelijkheid, waardoor er minder gauw een vrouw werd gekozen. Het is een moeizaam proces om historisch gegroeide man-vrouwverhoudingen te beïnvloeden. Stemmers – ook vrouwen – of beslissers geven de voorkeur aan een man boven een vrouw, ook al is zij beter gekwalificeerd. Eind twintigste eeuw is de tweede persoon op de kieslijst in Nederland vaak een vrouw, maar andere vrouwen staan vaak veel lager op de lijst en werden daardoor niet gekozen. Ook wordt gesteld dat het voor veel mannen in de politiek geen prioriteit heeft om vrouwen een kans te geven. Er zijn in 2017 echter politieke partijen waarvoor dit niet geldt. Vrouwen zijn minder zichtbaar tijdens de zoektocht naar kandidaten voor een verkiezing.
Een andere mogelijke oorzaak ligt bij de socialisatie van vrouwen. Tijdens het samenstellen van kieslijsten en verdelen van posten is er een onderlinge strijd over de plaatsen op de kandidatenlijst. Vrouwen zijn minder gewend om zo een gevecht te voeren en hebben er ook geen zin in. Vrouwen zouden te weinig zelfvertrouwen hebben en zich daarom zich niet kandidaat durven te stellen. Daarnaast wordt gesteld dat vrouwen de manier waarop politiek wordt bedreven niet interessant vinden en daarom minder geneigd zijn om politiek actief te worden. Ook het ontbreken van een prominente feministische beweging aan het begin van de eenentwintigste eeuw wordt aangegeven als een reden waarom de genderongelijkheid weinig maatschappelijke aandacht kreeg.

## Oplossingen om het aantal vrouwen in de politiek te verhogen
Er worden diverse oplossingen genoemd om het aantal vrouwen in de politiek te verhogen:
- Het invoeren van vrouwennetwerken in politieke partijen blijkt effect te kunnen hebben. Het netwerk draagt competente vrouwen aan, traint vrouwen en maakt lijsten met namen voor de selectie van kandidaten.[12]
- Het benoemen van meer vrouwen in de partijtop, zodat deze andere vrouwen kunnen voordragen.[12]
- Het opstellen van kieslijsten volgens het 'ritsmodel', waarbij vrouwelijke en mannelijke kandidaten elkaar afwisselen.[12]
- Een vrouwenquotum (een verplicht opgelegd minimum aantal vrouwen) wordt doorgaans gezien als een laatste redmiddel dat alleen effectief is in combinatie met andere maatregelen.[12]
- Door een andere beeldvorming, en door rolmodellen met wie vrouwen zich kunnen identificeren, zouden zij zich gemotiveerd kunnen voelen  om de politiek in te gaan.[12]

## Situatie in Nederland ten opzichte van andere landen
Nederland zit in de Europese topgroep voor wat betreft het aantal parlementariërs en bewindslieden (ministers en staatssecretarissen) dat vrouw is. Volgens de Gender Election Observation Mission blijft Nederland in veel andere opzichten echter achter bij de buurlanden, die speciale procedures en campagnes gebruiken met als doel meer gelijkheid tussen mannen en vrouwen.
Het World Economic Forum maakt elk jaar een ranglijst over de gelijkheid tussen mannen en vrouwen. Daarbij wordt ook de gelijkheid van de verdeling van de politieke macht onderzocht. In het rapport van 2017 staat Nederland wereldwijd op de 25ste plaats. Vele Europese landen staan hoger, IJsland (1), Noorwegen (4), Finland (5), Ierland (6), Zweden (8), Frankrijk (9), Duitsland (10), Denemarken (16), Engeland (17). België staat lager, op plaats 37. De ongelijkheid in politieke macht is toegenomen ten opzichte van het jaar daarvoor. In 2006 stond Nederland nog op de 10e plaats.
Het World Economic Forum brengt voor de politieke macht drie aspecten in kaart: het aantal parlementariërs, het aantal ministers en het aantal jaren dat het land een vrouwelijke premier heeft gehad, de afgelopen 50 jaar. Op alle aspecten scoort Nederland lager dan het gemiddelde van de hele wereld. Meer dan de helft van de landen van de Europese Unie heeft een vrouw als premier gehad. Nederland heeft nooit een vrouwelijke minister-president gehad.

## Geschiedenis

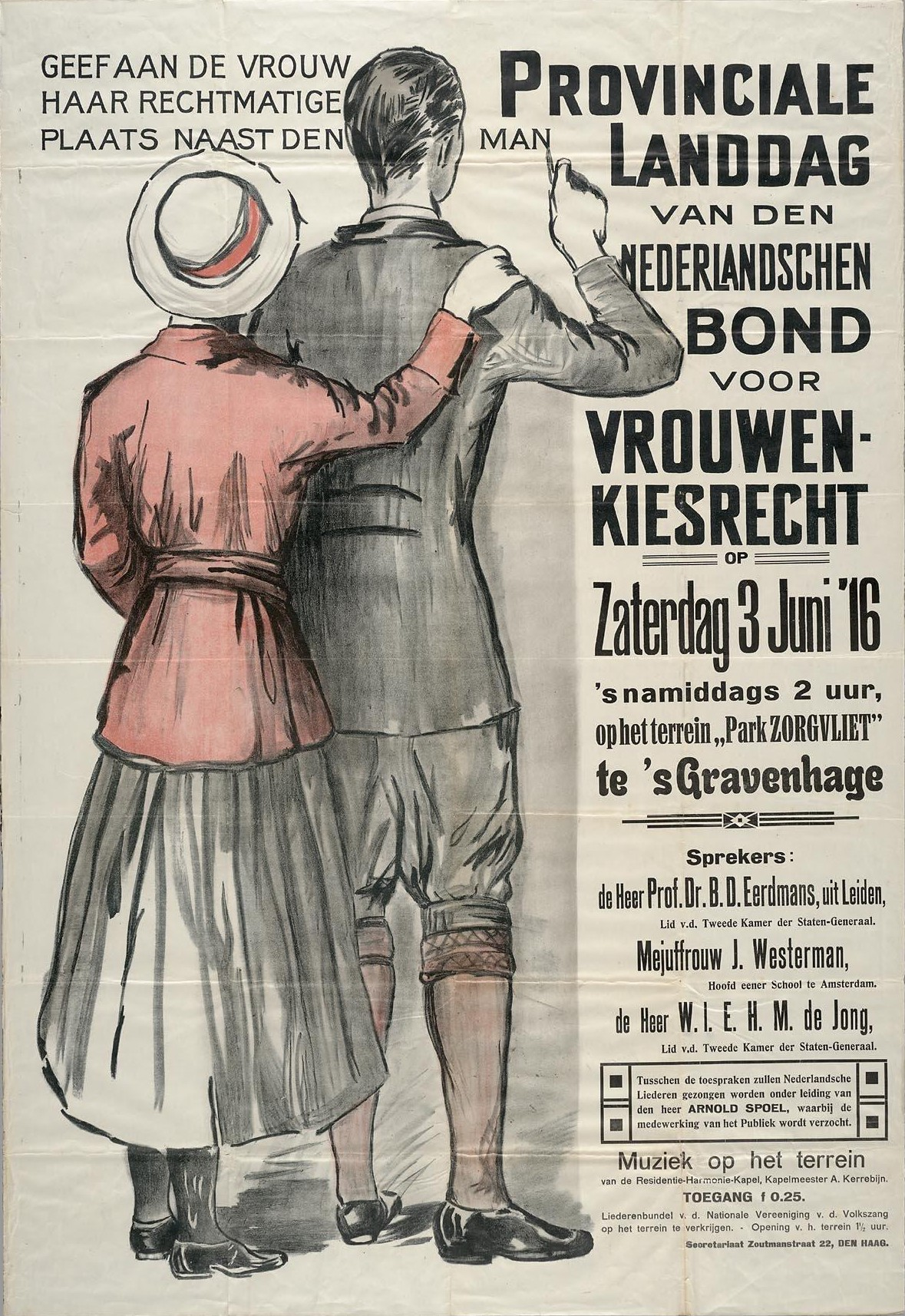
Affiche van de Nederlandsche Bond voor Vrouwenkiesrecht uit 1916 voor een provinciale landdag in park Zorgvliet te Den Haag.

Politieke activiteit van vrouwen was voor de eerste feministische golf minimaal. Vrouwen hadden tot het begin van de 20e eeuw geen kiesrecht. Christelijke partijen met duidelijk antifeministische standpunten, zoals de Rooms-Katholieke Staatspartij, de Anti-Revolutionaire Partij en de Christelijk Historische Unie kregen in deze periode samen 45-60% van de stemmen bij verkiezingen voor het parlement.
Niettemin werd bij de grondwetswijziging van 1917 het passief kiesrecht voor zowel vrouwen als mannen ingevoerd. Vrouwen konden vanaf dat moment gekozen worden in de Tweede Kamer. Twee jaar later kregen vrouwen ook actief kiesrecht en konden zij een stem uitbrengen.
Tot de Tweede Wereldoorlog kwamen er enkele vrouwen in het Nederlands parlement. Deze vrouwen hadden allen een universitaire opleiding, waren ongehuwd en kinderloos. Geen enkele vrouw bracht het tot minister. In de periode tot 1976 verbeterde dit. De meeste kabinetten hadden één vrouwelijke minister of staatssecretaris. Tijdens de tweede feministische golf verdween de discussie óf vrouwen überhaupt wel aan de politiek konden deelnemen, die eerder wel gevoerd werd. Na de verkiezingen van 1977 waren 14% van de leden van de Tweede Kamer vrouw. Het kabinet kende toen vijf vrouwelijke bewindspersonen.

In het 1980 ratificeerde Nederland het Verdrag inzake de uitbanning van alle vormen van discriminatie van vrouwen. Artikel 7 van dit verdrag luidt als volgt: 
De Staten die partij zijn bij dit Verdrag, nemen alle passende maatregelen om discriminatie van vrouwen in het politieke en openbare leven van het land uit te bannen, en verzekeren vrouwen in het bijzonder het recht om op gelijke voet met mannen:
(a) hun stem uit te brengen bij alle verkiezingen en volksstemmingen, en verkiesbaar te zijn in alle openbaar gekozen lichamen;
(b) deel te nemen aan de vaststelling van het overheidsbeleid en aan de uitvoering hiervan, alsook openbare ambten te bekleden en alle openbare functies op alle overheidsniveaus te vervullen;
(c) deel te nemen aan niet-overheidsorganisaties en verenigingen op het gebied van het openbare en politieke leven van het land.
In 1983 werd het actief en passief kiesrecht voor elke Nederlander als grondrecht opgenomen in de grondwet.
In 1992 werd in het kader van het Beleidsprogramma Emancipatie een project gestart ter vergroting van de deelname van vrouwen aan de politieke en maatschappelijke besluitvorming, gericht op 1995. Dit programma was onder andere gebaseerd op bovengenoemd verdrag. Enkele doelen van het programma waren de verhoging van het aantal vrouwen in vertegenwoordigende organen tot 30% in 1995, honderd vrouwelijke burgemeesters eind 1995 en ten minste één vrouwelijke Commissaris van de Koningin.
In 2003 begon een proces tegen het grondrecht van het vrouwenkiesrecht. De Nederlandse SGP sloot vanouds vrouwen uit van hun kieslijsten. Het Clara Wichmann Instituut procedeerde tegen de Nederlandse staat omdat die geen maatregelen tegen de SGP nam. De procedures duurden tot 2012, toen uiteindelijk het Europees Hof voor de Rechten van de Mens vaststelde dat de SGP vrouwen het recht op verkiesbaarheid niet mag ontzeggen. Lilian Janse was in 2014 de eerste vrouw die namens de SGP in de gemeenteraad kwam.
Minister Aart Jan de Geus (Sociale Zaken en Werkgelegenheid) kondigde in 2003 aan dat het zijn ambitie was om de speciale portefeuille emancipatiebeleid in het volgende kabinet overbodig te maken, omdat hij constateerde dat de aanwezigheid van vrouwen op nagenoeg alle plekken van de Nederlandse samenleving nagenoeg vanzelfsprekend is. De portefeuille werd ondergebracht bij de minister van Onderwijs, Cultuur en Wetenschap.

## Genderongelijkheid per gremium

### Politieke partijen

#### Vrouwen binnen partijen
In het Nederlandse politieke systeem spelen politieke partijen een centrale rol. Politieke partijen ontstonden in de tweede helft van de negentiende eeuw. In eerste instantie was de rol van de vrouwen zeer klein, onder andere omdat er geen vrouwenkiesrecht was. Vanaf 1918 konden vrouwen gekozen worden. Er zijn in de jaren daarna verschillende pogingen gedaan om via een speciale vrouwenpartij aan politieke invloed te winnen. De vroegste voorbeelden zijn de Feministische Partij (opgericht in 1918) en de Algemeene Nederlandsche Vrouwen Organisatie (opgericht in 1919). Het electoraal succes van deze vrouwenpartijen was zeer beperkt. Recenter werd in 1985 de Vrouwenpartij opgericht. In 2017 wilde deze partij meedoen met de Tweede Kamerverkiezingen, maar werd daarvan uitgesloten, omdat de waarborgsom niet betaald was.
De Nederlandse SGP laat sinds 2012 vrouwen toe naar aanleiding van een uitspraak van het het Europees Hof voor de Rechten van de Mens. Bij alle andere Nederlandse politieke partijen konden vrouwen vanaf hun ontstaan lid worden of, in geval van de PVV, actief worden. Er zijn uit het grootste deel van de twintigste eeuw niet veel gegevens bekend over het aantal vrouwelijke leden. Tegen het jaar 2000 varieert het aantal vrouwelijke leden tussen de 25% en 35%. Het aantal bestuursleden is over het algemeen lager. De verschillen zijn het grootst bij de confessionele partijen, waar vooral mannen het bestuur vormen. Een uitzondering is GroenLinks, dat in 1999 47% bestuursleden had die vrouw waren.
Aan het begin van de eenentwintigste eeuw hebben alle grote politieke partijen zich uitgesproken voor een evenredige vertegenwoordiging van vrouwen. Ook in 2017 hebben de grote partijen nog steeds deze mening.

#### Vrouwenorganisaties binnen partijen
Veel van de Nederlandse politiek partijen hebben of hadden een specifieke vrouwenorganisatie. De confessionele partijen hadden al in de jaren dertig vrouwenorganisaties. Zo was er de Rooms-Katholieke Vrouwenbond, verbonden met de Roomsch-Katholieke Staatspartij. Na de oprichting van de KVP ontstond in 1946 het Katholiek Vrouwendispuut. Bij de CHU hoorden in de jaren dertig informele gespreksgroepen. Van 1935 tot 1980, toen het CDA werd opgericht, had de CHU een formele vrouwenorganisatie: de Centrale van Christelijk Historische Vrouwengroepen. De ARP had een negatieve houding tegenover politieke deelname van vrouwen. Pas in 1955 werden vrouwenorganisaties binnen deze partij erkend. In 1980 werd binnen het CDA het CDA-Vrouwenberaad opgericht.
De socialistische SDAP had al eerder vrouwenorganisaties, namelijk vanaf 1905. In 1908 werden de lokale clubjes verenigd in de Bond van Sociaal-Democratische Vrouwenclubs. De naam van deze organisatie veranderde verschillende malen. Zo was er vanaf 1969 het Vrouwenkontakt in de PvdA en vanaf 1975 de Rooie Vrouwen in de PvdA. De Rooie Vrouwen besloten echter in 1995 zichzelf op te heffen. Reden hiervoor was dat grotere deelname van vrouwen in de politiek een zaak was van de gehele partij en niet alleen van een vrouwenorganisatie.

#### Vrouwennetwerken
In de eenentwintigste eeuw zijn er geen aparte vrouwenorganisaties meer, maar wel vrouwennetwerken binnen de politieke partijen. De vrouwennetwerken betrekken vrouwen bij de politiek en gaan ook inhoudelijk in op gendervraagstukken, zodat vrouwen invloed hebben op de standpunten van de partij. GroenLinks heeft Femnet, de VVD heeft het Liberaal Vrouwen Netwerk, de PvdA heeft Vrouwen in de PvdA, het CDA het CDA Vrouwenberaad en D66 het Els Borst Netwerk. Niet alle partijen hebben zo'n netwerk, een partij zonder vrouwennetwerk is bijvoorbeeld de Socialistische Partij. In 2017 bestond er een niet-openbaar samenwerkingsorgaan van alle grote partijen, het Politiek Vrouwen Overleg.

### Kabinet
Het Nederlands kabinet bestaat uit ministers met hun staatssecretarissen van de zittende regering. De verhouding tussen het aantal mannen en vrouwen wijzigt na elk aantreden van een nieuw kabinet, of na wijziging van de bewindslieden.
Tot 1953 waren in Nederland alleen mannen beëdigd als minister of staatssecretaris. In dat jaar werd in kabinet Drees II de eerste vrouw als staatssecretaris benoemd, Anna de Waal (KVP). In het kabinet Drees III werd Marga Klompé als eerste vrouw minister. Tot 1980 zat er meestal slechts één vrouw in het kabinet, daarna nam het aantal vrouwen toe. Onderstaande grafiek met bijbehorende tabel geeft het aantal ministers en staatssecretarissen weer bij het aantreden van het kabinet. In enkele gevallen gaat het om een gewijzigde samenstelling binnen een maand na het aantreden.

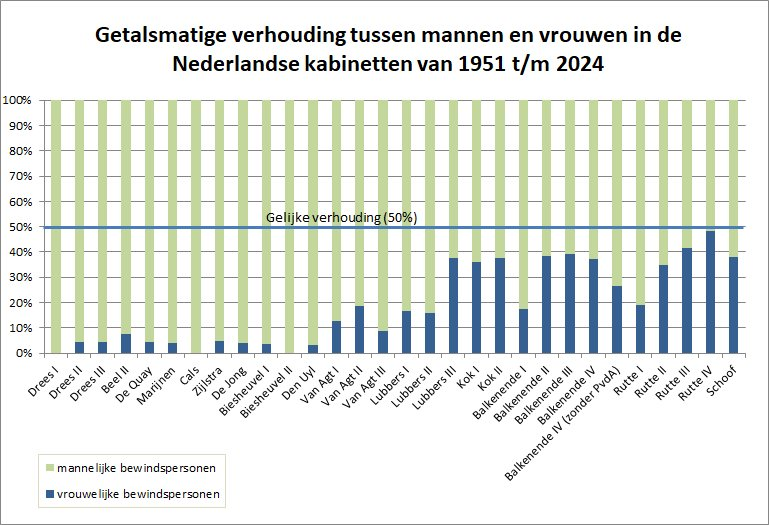

Naast dit numerieke verschil geldt is er ook een kwalitatief verschil. Tot en met 2017 waren slechts enkele vrouwen minister op de belangrijke posten van de zogeheten sociaal-economische vierhoek. Uitzonderingen waren twee ministers van Economische zaken, Annemarie Jorritsma (1998-2002) en Maria van der Hoeven (2002-2007). De belangrijke posten van de vierhoek zijn de premier (minister van Algemene Zaken), de minister van Financiën, de minister van Sociale Zaken en de minister van Economische Zaken.
Door allerlei wisselingen had het kabinet-Rutte III in februari 2021 evenveel vrouwen als mannen. Kabinet-Rutte IV had op het hoogtepunt – voor het eerst in de Nederlandse geschiedenis – meer vrouwelijke dan mannelijke ministers. Dat kabinet leverde ook de eerste vrouwelijke Nederlandse ministers van Financiën (Sigrid Kaag) en Sociale Zaken en Werkgelegenheid (Karien van Gennip).

#### Aantal vrouwen in de Nederlandse kabinetten bij de beëdiging (tenzij anders vermeld)
| kabinet                     | regeer-periode | vrouwelijke ministers | vrouwelijke staats-secretarissen | totaal vrouwen | totaal ministers | totaal staats-secretarissen | percentage vrouwelijke ministers | percentage vrouwelijke staats-secretarissen | percentage vrouwen totaal |
| --------------------------- | -------------- | --------------------- | -------------------------------- | -------------- | ---------------- | --------------------------- | -------------------------------- | ------------------------------------------- | ------------------------- |
| Schoof                      | 2024-          | 7                     | 4                                | 11             | 16               | 13                          | 44                               | 31                                          | 38                        |
| Rutte IV                    | 2022-2024      | 10                    | 4                                | 14             | 20               | 9                           | 50                               | 44                                          | 48                        |
| Rutte III                   | 2017-2022      | 6                     | 4                                | 10             | 16               | 8                           | 38                               | 50                                          | 42                        |
| Rutte II                    | 2012-2017      | 5                     | 2                                | 7              | 13               | 7                           | 38                               | 29                                          | 35                        |
| Rutte I                     | 2010-2012      | 3                     | 1                                | 4              | 13               | 8                           | 23                               | 13                                          | 19                        |
| Balkenende IV (zonder PvdA) | 2010           | 3                     | 1                                | 4              | 12               | 3                           | 25                               | 33                                          | 27                        |
| Balkenende IV               | 2007-2010      | 5                     | 5                                | 10             | 16               | 11                          | 31                               | 45                                          | 37                        |
| Balkenende III              | 2006-2007      | 5                     | 4                                | 9              | 16               | 7                           | 31                               | 57                                          | 39                        |
| Balkenende II               | 2003-2006      | 5                     | 5                                | 10             | 16               | 10                          | 31                               | 50                                          | 38                        |
| Balkenende I                | 2002-2003      | 1                     | 4                                | 5              | 14               | 15                          | 7                                | 27                                          | 17                        |
| Kok II                      | 1998-2002      | 4                     | 5                                | 9              | 13               | 11                          | 31                               | 45                                          | 38                        |
| Kok I                       | 1994-1998      | 4                     | 5                                | 9              | 14               | 11                          | 29                               | 45                                          | 36                        |
| Lubbers III                 | 1989-1994      | 3                     | 6                                | 9              | 14               | 10                          | 21                               | 60                                          | 38                        |
| Lubbers II                  | 1986-1989      | 1                     | 3                                | 4              | 14               | 11                          | 7                                | 27                                          | 16                        |
| Lubbers I                   | 1982-1986      | 2                     | 3                                | 5              | 14               | 16                          | 14                               | 19                                          | 17                        |
| Van Agt III                 | 1982-1982      | 1                     | 1                                | 2              | 14               | 9                           | 7                                | 11                                          | 9                         |
| Van Agt II                  | 1981-1982      | 1                     | 5                                | 6              | 15               | 17                          | 7                                | 29                                          | 19                        |
| Van Agt I                   | 1977-1981      | 1                     | 3                                | 4              | 16               | 16                          | 6                                | 19                                          | 13                        |
| Den Uyl                     | 1973-1977      | 1                     | 0                                | 1              | 16               | 17                          | 6                                | 0                                           | 3                         |
| Biesheuvel II               | 1972-1973      | 0                     | 0                                | 0              | 14               | 11                          | 0                                | 0                                           | 0                         |
| Biesheuvel I                | 1971-1972      | 0                     | 1                                | 1              | 16               | 13                          | 0                                | 8                                           | 3                         |
| De Jong                     | 1967-1971      | 1                     | 0                                | 1              | 14               | 11                          | 7                                | 0                                           | 4                         |
| Zijlstra                    | 1966-1967      | 1                     | 0                                | 1              | 13               | 8                           | 8                                | 0                                           | 5                         |
| Cals                        | 1965-1966      | 0                     | 0                                | 0              | 14               | 13                          | 0                                | 0                                           | 0                         |
| Marijnen                    | 1963-1965      | 1                     | 0                                | 1              | 13               | 12                          | 8                                | 0                                           | 4                         |
| De Quay                     | 1959-1963      | 1                     | 0                                | 1              | 13               | 11                          | 8                                | 0                                           | 4                         |
| Beel II                     | 1958-1959      | 1                     | 0                                | 1              | 9                | 4                           | 11                               | 0                                           | 8                         |
| Drees III                   | 1956-1958      | 0                     | 1                                | 1              | 15               | 9                           | 0                                | 11                                          | 4                         |
| Drees II                    | 1952-1956      | 0                     | 1                                | 1              | 18               | 6                           | 0                                | 17                                          | 4                         |
| Drees I                     | 1951-1952      | 0                     | 0                                | 0              | 16               | 6                           | 0                                | 0                                           | 0                         |

### Parlement
De eerste vrouw die in de Tweede Kamer gekozen werd was Suze Groeneweg voor de SDAP. Zij trad aan in 1918. Sindsdien is het aantal parlementsleden gestegen. In 2017 bedraagt het percentage vrouwen rond de 35% in beide kamers van het parlement.

#### Lijsttrekkers voor de Tweede Kamerverkiezingen
De eerste vrouw die lijsttrekker werd, was Ria Beckers in 1977. Marga Klompé, die gedurende vijftien jaar minister was, fungeerde in 1952, 1963 en 1967 als lijstaanvoerder van de KVP in enkele provincies. Bij de Tweede Kamerverkiezingen van 2017 hadden vier van de 28 deelnemende partijen een vrouwelijke lijsttrekker. In 2023 hadden 5 van de 18 partijen die in Tweede Kamer kwamen een vrouw als lijsttrekker, VVD, SP, BBB, Partij voor de dieren en Christenunie.

#### Voorkeursstemmen
Tijdens Tweede Kamerverkiezingen blijken de meeste stemmers op de lijsttrekker te stemmen, maar er kunnen ook voorkeursstemmen worden uitgebracht. Er blijken meer voorkeursstemmen op vrouwelijke kandidaten te worden uitgebracht dan op mannelijke kandidaten. De voorkeursstemmen hebben echter niet altijd tot resultaat dat de kandidaat wordt gekozen, bijvoorbeeld doordat de persoon al op een verkiesbare plaats stond. Bovendien geldt er een voorkeursdrempel. Tussen 1959 en 2017 zijn ondanks de vele voorkeursstemmen in totaal slechts zestien kandidaten in de Tweede Kamer gekozen via voorkeursstemmen, negen daarvan waren vrouw. Bij de Tweede Kamerverkiezingen van 2017 werd door verschillende vrouwenorganisaties een oproep gedaan om de voorkeursstem strategisch uit te brengen, namelijk op een vrouw die nét niet verkiesbaar zou zijn op basis van de laatste peilingen. Deze actie heeft resultaat opgeleverd: vooral de stemmers op D66 en GroenLinks bleken strategisch op een vrouw te stemmen. Van D66 kwamen twee vrouwen, Jessica van Eijs en Antje Diertens, op deze manier in de kamer, bij GroenLinks Isabelle Diks en Lisa Westerveld. Bij de Tweede Kamerverkiezingen van 2023 kwam er slechts een vrouw met voorkeurstemmen in de Tweede Kamer, Daniëlle Hirsch.

#### Non-binaire personen
In 2023 kwam er voor het eerst een openlijk non-binair persoon in de Tweede Kamer, Ines Kostić van de Partij voor de Dieren.

#### Trans personen
Lisa van Ginneken werd op 31 maart 2021 geïnstalleerd als de eerste transgender persoon in de Tweede Kamer

#### Leden van de Tweede Kamer

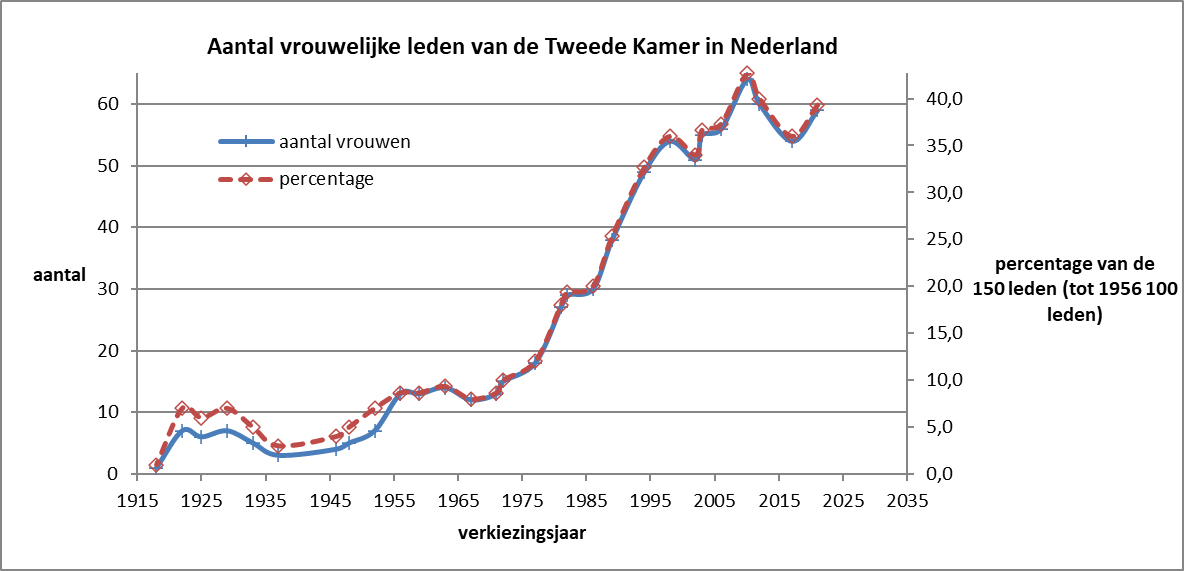
Aantal vrouwelijke leden van de Tweede Kamer in Nederland vanaf 1915. Het percentage geldt vanaf 1956, toen de kamer werd uitgebreid naar 150 leden.

Van de 150 leden van de Tweede Kamer is in de periode 1918-2017 maximaal 43% vrouw geweest, namelijk in 2010. Er was een sterke groei te zien vanaf circa 1975 tot een piek in 2010 van 43%. Na 2010 nam het aantal vrouwen in de Tweede Kamer af tot 36% in 2017.
| verkiezings- jaar | aantal vrouwen in de Tweede Kamer | percentage | peildatum en bron |
| ----------------- | --------------------------------- | ---------- | ----------------- |
| 2023              | 62                                | 411⁄3      | 5 december 2023   |
| 2021              | 59                                | 391⁄3      |                   |
| 2017              | 54                                | 36         |                   |
| 2012              | 60                                | 40         |                   |
| 2010              | 64                                | 422⁄3      |                   |
| 2006              | 56                                | 371⁄3      |                   |
| 2003              | 55                                | 362⁄3      |                   |
| 2002              | 51                                | 34         |                   |
| 1998              | 54                                | 36         |                   |
| 1994              | 49                                | 322⁄3      |                   |
| 1989              | 38                                | 251⁄3      |                   |
| 1986              | 30                                | 20         |                   |
| 1982              | 29                                | 191⁄3      |                   |
| 1981              | 27                                | 18         |                   |
| 1977              | 18                                | 12         |                   |
| 1972              | 15                                | 10         |                   |
| 1971              | 13                                | 82⁄3       |                   |
| 1967              | 12                                | 8          |                   |
| 1963              | 14                                | 82⁄3       |                   |
| 1959              | 13                                | 82⁄3       |                   |
| 1956              | 13                                | 82⁄3       |                   |
| 1952              | 7                                 | 7          |                   |
| 1948              | 5                                 | 5          |                   |
| 1946              | 4                                 | 4          |                   |
| 1937              | 3                                 | 3          |                   |
| 1933              | 5                                 | 5          |                   |
| 1929              | 7                                 | 7          |                   |
| 1925              | 6                                 | 6          |                   |
| 1922              | 7                                 | 7          |                   |
| 1918              | 1                                 | 1          |                   |

#### Leden van de Eerste Kamer
De eerste vrouw in de Eerste Kamer trad aan in 1920, dat was Cary Pothuis-Smit van de SDAP. Zij werd tussentijds gekozen. Het globale beeld in de loop der jaren volgt dat van de Tweede Kamer. In 2017 waren er onder de 75 leden 26 vrouwen, 35%. In maart 2023 waren er 29 vrouwen lid van de Eerste Kamer.

### Provinciebesturen
In 2017 is 8% van de commissarissen van de Koning een vrouw, dat wil zeggen een van de twaalf, namelijk Ank Bijleveld (CDA). De eerste vrouw die in 1974 commissaris van de Koningin werd, was Tineke Schilthuis (PvdA). In de provincies Groningen, Limburg, Noord-Holland, Utrecht en Flevoland is tot 2017 nog nooit een vrouw tot commissaris van de koning benoemd.
In de Provinciale Staten is in 2017 ruim een derde van de politici een vrouw. Van de gedeputeerden is 24% vrouw. Dit kan van jaar tot jaar en per provincie verschillen. Zo was er in Drenthe in 2014 geen enkele gedeputeerde een vrouw. In juli 2023 was het aantal vrouwelijke gedeputeerde nog steeds laag, namelijk minder dan 25%.

#### Provinciale staten
Bij de verkiezingen voor Provinciale Staten is het mogelijk voorkeursstemmen uit te brengen. Bij de verkiezingen in 1991 werden 52 kandidaten, waaronder 35 vrouwen, rechtstreeks door voorkeurstemmen gekozen. Het gaat hierbij dus om meer vrouwen dan mannen.
In de kandidatenlijsten voor de Provinciale Statenverkiezingen 2019 is een grote ongelijkheid te zien. Een voorbeeld voor de provincie Utrecht: Alleen de Partij voor de Dieren heeft meer vrouwen dan mannen op de lijst. Op de lijst van GroenLinks was 41% vrouw. Alle andere partijen hadden minder dan 40% vrouwen op de lijst staan. Op de lijst van de SGP stonden geheel geen vrouwen. Het totaal aantal gekozen vrouwen nam iets toe ten opzichte van de vorige verkiezingen. Het percentage vrouwen bedroeg na de verkiezingen 33,2 procent, ten opzichte van 31,5 procent in 2015.
Na de verkiezingen van 2023 was het aantal vrouwen in Provinciale staten gestegen tot 40%.

### Gemeentebesturen
Op gemeentelijk niveau is de participatie van vrouwen lager dan dat op landelijk en provinciaal niveau. In 2017 zijn er 8931 gemeenteraadsleden in Nederland, 28% hiervan is vrouw. Dit aandeel groeit langzaam; in 1990 was het aantal vrouwelijke gemeenteraadsleden 3% lager, namelijk circa 25%. In de gemeenteraden van grotere gemeenten zitten over het algemeen naar verhouding meer vrouwelijke raadsleden dan in die van de kleinere gemeenten. GroenLinks, PvdA en SP hebben in 2017 verhoudingsgewijs meer vrouwen in de gemeenteraden dan de andere partijen. Het blijkt dat een relatief groot aantal vrouwen vroegtijdig vertrekt.
In 1919 werden de eerste twee vrouwelijke wethouders benoemd, in Oostzaan en Valkenburg. Van de wethouders is in 2017 21% vrouw. In 2013 hadden de SP en GroenLinks de meeste vrouwelijke wethouders, beide rond de 40%. Net als bij de gemeenteraden, werken er meer vrouwelijke wethouders in de grotere gemeenten. Bij onderzoek uit 2020 bleken er vier gemeentes te zijn, namelijk Mill en Sint Hubert, Druten, Staphorst en Woensdrecht die nog nooit een vrouwelijke wethouder hadden.
De eerste vrouwelijke burgemeester, Truus Smulders-Beliën (KVP), werd in 1946 benoemd. Dat was enigszins tegen wil en dank, zij volgde haar echtgenoot op, die in de oorlog gedeporteerd werd en bij een dodenmars werd vermoord.
Bij de burgemeesters zijn de vrouwen ook in de minderheid; vier op de vijf burgemeesters waren in 2017 man. Bij deze topfunctie in de lokale politiek waren in 2013 meer vrouwelijke burgemeesters in de kleine gemeenten dan in de grotere gemeenten, juist andersom dan bij de gemeenteraden en wethouders. In 2020 bleek het aantal vrouwelijk burgemeesters langzaam te stijgen, 24% van de burgemeesters waren op dat moment vrouw. In 120 van de op dat moment 355 gemeenten was echter nog nooit een vrouwelijke burgemeester, onder andere niet bij de grote gemeentes Rotterdam, Eindhoven, Groningen, Tilburg en Breda.

#### Gemeenteraadsverkiezingen
Bij de verkiezingen voor de gemeenteraad kunnen voorkeursstemmen worden uitgebracht. In 1994 is onderzoek gedaan naar de voorkeursstemmen in 58 gemeenten. Hieruit bleek dat 19% van de 416 gekozen vrouwelijke raadsleden direct met voorkeurstemmen waren gekozen. Voor de 1172 gekozen mannelijke raadsleden was er 6% direct met voorkeurstemmen gekozen. Omdat veel van deze vrouwen en mannen toch al op een verkiesbare plaats stonden, was het uiteindelijke effect van voorkeursstemmen beperkt. Vier vrouwen en negen mannen werden alleen op basis van de voorkeursstemmen gekozen.
Bij de gemeenteraadsverkiezingen van 2018 kwamen meer dan 75 vrouwen met voorkeursstemmen in de gemeenteraad. Het percentage vrouwen met een zetel in de gemeenteraad steeg van 28% na de verkiezingen van 2012 naar 34%. In enkele gemeenten, waaronder Amsterdam, kwam er evenwicht tussen het aantal mannen en vrouwen in de gemeenteraad.

### Waterschap
Het aantal vrouwelijke bestuurders in de waterschappen bedroeg 25,1 procent na de verkiezingen van 2019. Vier jaar daarvoor was het 20,7 procent. Er zijn grote verschillen tussen de waterschappen, in enkele gevallen nam het aantal vrouwen juist af. Na de verkiezingen van 2023 bedroeg het percentage vrouwen 34%.

### Europees parlement
Bij de verkiezingen voor het Europees parlement in 2024 waren de lijsttrekkers voor de negen grootste Nederlandse partijen allemaal man. Het slotdebat op de Nederlandse televisie liet dan ook alleen maar mannen zien. Twee lijsttrekkers van kleinere partijen, Anja Hazekamp (Partij voor de Dieren) en Anja Haga (ChristenUnie), tekenden bezwaar daartegen aan, maar dat had geen resultaat.   
Niettemin waren in de periode voor die verkiezingen 13 van de 29 Nederlandse parlementsleden vrouw, dat wil zeggen 45%.